# Hermannia parvula
Hermannia parvula är en malvaväxtart som beskrevs av Burtt Davy. Hermannia parvula ingår i släktet Hermannia och familjen malvaväxter. Inga underarter finns listade i Catalogue of Life.